# Сітіґахама

38°18′17″ пн. ш. 141°3′34″ сх. д. / 38.30472° пн. ш. 141.05944° сх. д.
Сітіґаха́ма (яп. 七ヶ浜町, しちがはままち, МФА: [ɕi̥t͡ɕigahama mat͡ɕi̥]) — містечко в Японії, в повіті Міяґі префектури Міяґі. Станом на 1 жовтня 2008 площа містечка становила 13,27 км². Станом на 1 січня 2009 населення містечка становило 20 701 осіб.